# اوئوکا تاداسوکه
اوئوکا تاداسوکه (انگلیسی: Ōoka Tadasuke; ۱ ژانویهٔ ۱۶۷۷ – ۳ فوریهٔ ۱۷۵۲) سامورایی، و قاضی، ماچی-بوگیو در شهر ادو در زمان شوگون‌سالاری توکوگاوا اهل ژاپن بود.
بعداً به سمت جیشا-بوگیو پیش رفت و متعاقباً به دایمیو‌ی قلمرو نیشی-اوشیرا تبدیل شد.